# Monolistra (Typhlosphaeroma) lavalensis
Monolistra (Typhlosphaeroma) lavalensis is een pissebed uit de familie Sphaeromatidae. De wetenschappelijke naam van de soort is voor het eerst geldig gepubliceerd in 1984 door Stoch.